# Специальная комиссия ООН
Специальная комиссия Организации Объединённых Наций (ЮНСКОМ) представляла собой комиссию для инспекций, созданной ООН для обеспечения соблюдения Ираком политики, касающейся производства и использования Ираком оружия массового поражения после войны в Персидском заливе. С 1991 по 1997 год директором комиссии был Рольф Экеус; с 1997 по 1999 год его директором был Ричард Батлер.

## Краткое содержание
Специальная комиссия Организации Объединённых Наций (ЮНСКОМ) представляла собой инспекционный режим, созданный после принятия резолюции 687 Совета Безопасности Организации Объединённых Наций в апреле 1991 года для наблюдения за соблюдением Ираком требований по уничтожению иракских объектов химического, биологического и ракетного оружия, а также для сотрудничества с Международным комитетом по атомной энергии. Усилия Агентства по ликвидации объектов ядерного оружия после войны в Персидском заливе. Режим инспекций ЮНСКОМ был дополнен рядом других требований Совета Безопасности ООН, а именно, чтобы правящий режим Ирака официально признал Кувейт как независимое государство и выплатил военные репарации за разрушения, нанесенные в ходе войны в Персидском заливе, включая обстрел кувейтских запасов нефти и разрушения. общественной инфраструктуры. До тех пор, пока Совет Безопасности ООН не увидит, что иракские программы вооружений были прерваны и иракские лидеры разрешили установку систем мониторинга, вышеупомянутые санкции ООН будут продолжать применяться к Ираку.
Комиссия нашла доказательства того, что Рихаб Рашид Таха, иракский микробиолог, получившая образование в Великобритании, производила биологическое оружие для Ирака в 1980-х годах. Уничтожение запрещенного оружия и связанных с ним объектов осуществлялось в основном Ираком под постоянным контролем ЮНСКОМ.
Инспекторы ушли в 1998 году и комиссия распалась в следующем году на фоне обвинений в том, что Соединённые Штаты использовали ресурсы комиссии для шпионажа за иракскими военными силами.
Преемницей Специальной комиссии ООН стала Комиссия ООН по наблюдению, контролю и инспекциям.

## История
Специальную комиссию ООН (ЮНСКОМ) возглавляли Рольф Экеус, а затем Ричард Батлер. Во время нескольких визитов в Ирак Специального комитета ООН (ЮНСКОМ), созданного после вторжения в Кувейт в 1990 году для проверки иракских оружейных объектов, Рихаб Рашид Таха сказала инспекторам по вооружениям, что центр бактериологической войны Аль-Хакам был комбикормовым заводом. «На этом заводе по производству кормов для животных было несколько особенностей, - сказал позже репортерам Чарльз Дюлфер, заместитель исполнительного председателя ЮНСКОМ, - начиная с обширной системы противовоздушной обороны, окружающей его».

### 1991–1995 гг.
Инспекторам комиссии в Ираке были предоставлены следующие полномочия: «неограниченная свобода передвижения без предварительного уведомления в Ираке»; «право на беспрепятственный доступ к любому объекту или объекту для целей проверки на месте... независимо от того, находится ли такой объект или объект над землей или под землей»; «право запрашивать, получать, проверять и копировать любые записи или информацию..., имеющую отношение к деятельности ЮНСКОМ; и «право брать и анализировать любые пробы, а также вывозить и экспортировать пробы для анализа за пределами объекта».
Процесс разрешения инспекторам ЮНСКОМ со стороны иракского режима шло медленно. Но в связи с угрозой карательных военных действий от международного сообщества, нависшей над Ираком, особенно со стороны США, Саддам Хусейн неохотно позволил инспекторам комиссии приехать в страну, чтобы они могли начать свою работу.
С августа 1991 года правительство США предоставило ЮНСКОМ разведывательный самолёт Lockheed U-2. Снимки были проанализированы американскими аналитиками, но объём изображений превысил возможности анализа. С разрешения комиссии Скотт Риттер и некоторые другие инспекторы ЮНСКОМ по вооружению также регулярно доставляли изображения Lockheed U-2 в Израиль для анализа. Ирак выразил протест по поводу предоставления такой информации Израилю.
В период с 1991 по 1995 год инспекторы ООН раскрыли масштабную программу разработки биологического и ядерного оружия. Большое количество техники было конфисковано и уничтожено. Ирак в целом отказался сотрудничать с ЮНСКОМ и его инспекциями, как того требовала резолюция СБ ООН. 687 до июня 1992 года, через десять месяцев после установленного срока, когда иракское правительство представило «полные, окончательные и полные отчеты» по всем своим программам создания оружия массового уничтожения. Эти отчеты, однако, были признаны неполными и недостаточными, в то же время инспекторы ООН подвергались преследованиям и угрозам со стороны иракского режима.
В 1991 году также была принята резолюция 699 Совета Безопасности ООН, в которой провозглашалось, что Ирак несёт ответственность за все финансирование инспекций ЮНСКОМ в Ираке.
В 1995 году главный инспектор по вооружению ЮНСКОМ доктор Род Бартон показал документы Таха, полученные ЮНСКОМ из Израиля, которые показали, что иракское правительство только что закупило 10 тонн питательной среды у британской компании Oxoid. Питательная среда представляет собой смесь сахара, белков и минералов, которая позволяет расти микроскопической жизни. Его используют в больницах, где мазки пациентов помещают в чашки, содержащие питательную среду, в диагностических целях. Потребление питательной среды в больницах Ирака составило всего 200 кг в год; однако в 1988 году Ирак импортировал 39 тонн этого вещества.
Показав эти доказательства ЮНСКОМ, Таха призналась инспекторам, что вырастила 19 000 литров токсина ботулизма; 8000 литров сибирской язвы; 2000 литров афлатоксинов, которые могут вызвать рак печени; Clostridium perfringens, бактерия, которая может вызвать газовую гангрену; и рицин, производное клещевины, которое может убивать, ингибируя синтез белка. Она также призналась, что проводила исследования холеры, сальмонеллы, ящура и верблюжьей оспы — болезни, при которой используются те же методы роста, что и при оспе, но с которой исследователям работать безопаснее. Именно из-за открытия работы Тахи с верблюжьей оспой разведывательные службы США и Великобритании опасались, что Саддам Хусейн, возможно, планировал использовать вирус оспы в качестве оружия. В 1970-х годах в Ираке произошла вспышка оспы, и ученые ЮНСКОМ полагают, что правительство сохранило бы зараженный материал.
ЮНСКОМ стало известно, что в августе 1990 года, после вторжения Ирака в Кувейт, команде Тахи было приказано разработать программу по использованию биологических агентов в качестве оружия. К январю 1991 года группа из 100 ученых и вспомогательного персонала наполнила 157 бомб и 16 боеголовок ракет ботулиническим токсином, а также 50 бомб и пять боеголовок ракет сибирской язвой. В интервью BBC Таха отрицала, что иракское правительство использовало бактерии в качестве оружия. «Мы никогда не собирались его использовать», — сказала она журналистке Джейн Корбин из программы BBC «Панорама». «Мы никогда не хотели причинить кому-либо вред или ущерб». ЮНСКОМ обнаружила боеприпасы, сброшенные в реку недалеко от Аль-Хакама. ЮНСКОМ также обнаружил, что команда Тахи проводила эксперименты по вдыханию, на ослах из Англии и гончих из Германии. Инспекторы изъяли фотографии, на которых видно, что у биглей бывают судороги в запечатанных контейнерах.
Центр бактериологической войны Аль-Хакам, возглавляемый получившей британское образование иракским биологом доктором Рихабом Рашидом Таха, был взорван комиссией в 1996 году. Согласно отчету Разведывательного управления Министерства обороны США за 1999 год, обычно кроткая Таха впадала в ярость всякий раз, когда комиссия расспрашивала её об аль-Хакаме, кричала, кричала и однажды разбила стул, одновременно настаивая на том, что Аль-Хакам был комбикормовым заводом.
Ирак обвинил комиссию в прикрытии американского шпионажа и отказал ЮНСКОМ в доступе к определённым объектам, таким как штаб-квартира партии Баас. Хотя Экеус заявил, что он сопротивлялся попыткам такого шпионажа, с тех пор против комиссии агентства под руководством Батлера было выдвинуто множество обвинений, которые Батлер отверг. В правительстве ООН в Ираке, ЮНСКОМ не осталась без критики, а гуманитарный персонал ООН неофициально называл инспекторов «отбросами ООН». В ответ гуманитарный персонал ООН называли «зайчиками».
Также в 1996 году Иракское правительство согласилось с условиями резолюции 986 Совета Безопасности ООН — соглашения «нефть в обмен на поставки», согласно которому Ираку разрешалось продавать нефти на сумму 2 миллиарда долларов каждые шесть месяцев в качестве способа закупки поставок для растущих потребностей обедневшего и недоедающего населения. Это соглашение также позволило ООН контролировать использование и управление доходами от нефти, а также следить за тем, чтобы часть средств шла на выплату военных репараций и на работу ЮНСКОМ в Ираке в этот период. Распределение припасов, закупленных на доходы от нефти, также должно было контролироваться инспекторами ООН, чтобы обеспечить справедливое и равное распределение среди иракского населения.

### 1998 Авиаудары
Вечером 15 декабря 1998 года Совет Безопасности собрался для рассмотрения двух писем инспекторов по вооружениям. В отчете МАГАТЭ Мохамеда Эль-Барадеи говорится, что Ирак «обеспечил необходимый уровень сотрудничества, чтобы позволить… [нашей] деятельности быть завершенной эффективно и действенно». В докладе комиссии, автором которого является Ричард Батлер, выражается сожаление по поводу ограничений, отсутствия раскрытия информации и сокрытия информации. Признавая, что «в статистическом плане большинство инспекций объектов и площадок, находящихся под системой постоянного наблюдения, проводились при сотрудничестве Ирака», в его письме перечисляется ряд случаев, когда неуказанные «необъявленные предметы двойного назначения» были обнаружены, и где были приостановлены проверки, чтобы можно было очистить здания от опасного материала.
Поскольку операция «Пустыынный лис» уже началась на момент встречи (всего через несколько часов после эвакуации инспекторов), Совет Безопасности обсуждал, кто виноват в военной акции, а не следует ли её санкционировать. Представитель Ирака сказал:

I speak to you now while rockets and bombs are falling on the cities and the villages of Iraq... At a time when the Security Council... was discussing [the] reports..., and before the Council reached any conclusion on this subject, the United States and Britain launched their attack against Iraq. The two Powers requested a suspension of the informal meeting of the Security Council and their pretext for aggression was that one of the two reports – the UNSCOM report – emphasized the lack of full cooperation by Iraq with UNSCOM... Time and again we have warned against the partiality and lack of objectivity of the United Nations Special Commission... The UNSCOM Executive Chairman singled out in his report yesterday five incidents out of a total of 300 inspection operations... The exaggerated uproar about Iraqi weapons of mass destruction is nothing but a great lie.
Российский посол добавил:

We believe that although there are certain problems..., the current crisis was created artificially... On the night of 15 December this year, [Butler] presented a report that gave a distorted picture of the real state of affairs and concluded that there was a lack of full cooperation on the part of Iraq. That conclusion was not borne out by the facts. Without any consultations with the Security Council, Richard Butler then evacuated the entire Special Commission staff from Iraq. At the same time, there was an absolutely unacceptable leak of the report to the communications media, which received the text before the members of the Security Council themselves... It is symbolic that precisely at the time when Richard Butler... was attempting to defend the conclusions reached in his report, we were informed about the strike against Iraq, and the justification for that unilateral act was precisely the report which had been presented by the Executive Chairman of the Special Commission.
Мнения Совета разделились: и несколько стран возложили ответственность на Ирак. Соединённые Штаты заявили, что «политика постоянного неповиновения и неподчинения Ирака привела к необходимости применения военной силы». Великобритания заявила, что целью акции было «ослабить способность Ирака создавать и применять оружие массового уничтожения, а также уменьшить военную угрозу, которую Ирак представляет для своих соседей». Таким образом, выбранные цели — это цели, связанные с его военным потенциалом, его оружием массового уничтожения и его способностью угрожать своим соседям .

### 1999: Конец ЮНСКОМ
В декабре 1999 года, Совет Безопасности ООН принял резолюцию 1284, заменив ЮНСКОМ Комиссией ООН по наблюдению, контролю и инспекциям, также известной как ЮНМОВИК. Четыре страны – в их числе Россия, Франция и Китай – воздержались при голосовании по резолюции 1284, что привело к тому, что Ирак отклонил резолюцию, поскольку они рассматривали её как способ для ООН объявить Ирак «протекторатом».
Намерение комиссии выявить и ликвидировать иракские программы создания оружия привело к многочисленным успехам, иллюстрирующим «ценность системного подхода к проверке биологического оружия». Но общий эффект санкций ООН на Ирак в 1990-х годах оказал негативное воздействие на иракский народ. Грэм-Браун (2000) и Холлидей (1999) утверждали, что санкции привели к увеличению уровня недоедания среди иракцев и резкому росту уровня детской смертности, что нанесло тяжелый урон обычным иракским гражданам, не входившим в родовое «теневое государство» Саддама.

## Обвинения ЦРУ в проникновении в комиссию
Доказательства того, что специальная комиссия ООН использовалась разведкой США для проникновения в систему безопасности Ирака и отслеживания перемещений президента Саддама Хусейна, появились в январе 1999 года  В расследовании Washington Post утверждалось, что инженеры ЦРУ, работавшие техническими специалистами ООН, установили оборудование для шпионажа на иракских объектах без ведома Батлера, и что это объясняет неопознанные «пакетные передачи», которые были замечены инспекторами.
Бывший инспектор ООН по вооружениям Скотт Риттер позже обвинил некоторых сотрудников ЮНСКОМ в шпионаже, а также заявил, что целью шпионажа было нападение на Саддама. Батлер, с другой стороны, опроверг обвинения в том, что иностранные спецслужбы «подключали» ЮНСКОМ, и поставил под сомнение фактическую точность некоторых заявлений Риттера.

## Риттер об оружии массового уничтожения в Ираке после 1998 года
В июне 1999 года Риттер сказал:
Когда вы задаете вопрос: «Обладает ли Ирак жизнеспособным в военном отношении биологическим или химическим оружием?» ответ - НЕТ!" Это громкое «НЕТ». Может ли Ирак сегодня производить химическое оружие в значительных масштабах? Нет! Может ли Ирак производить биологическое оружие в значительных масштабах? Нет! Баллистические ракеты? Нет! Это «нет» по всем направлениям. Таким образом, с качественной точки зрения Ирак разоружен. Ирак сегодня не обладает значимым потенциалом оружия массового уничтожения.

## Батлер ушёл в отставку в 1999 году.
Батлер ушёл из ЮНСКОМ 30 июня 1999 года 

## Смотрите также
- В зыбучих песках: правда об Унскоме и разоружении Ирака - документальный фильм режиссёра Скотта Риттера
- Кризис разоружения в Ираке и график разоружения в Ираке, 1990–2003 гг.
- Персонал ЮНСКОМ: Рольф Экеус, Ричард Батлер (дипломат), Чарльз А. Дуэльфер, Скотт Риттер, Коринн Херо, Александр Кокер, Дэвид Келли.

## Внешние ссылки
- Организация Объединенных Наций о ЮНСКОМ